# Getijdenboek

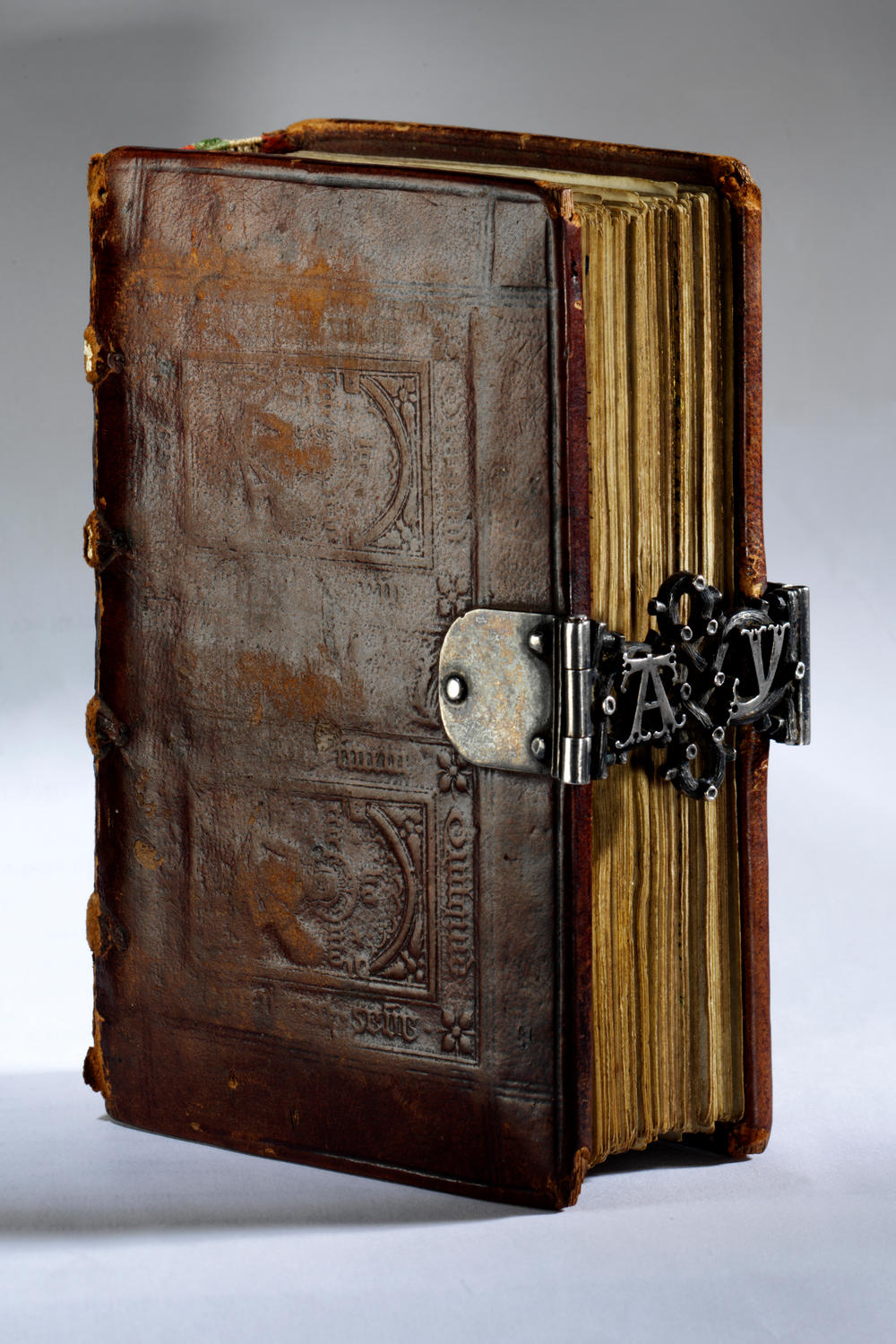
Getijdenboek van Reynegom (16e eeuw), Koning Boudewijnstichting, oorspronkelijke omslag.

Een getijdenboek is een handschrift dat leken in de middeleeuwen gebruikten voor hun privédevotie, tijdens het getijdengebed. Getijdenboeken waren geënt op het in kloosters door monniken gebruikte brevier, waar het diende voor het koor-gebed. Deze gebeden werden op vaste tijden van de dag uitgesproken en werden daarom getijden (horae, uren) genoemd.
Het getijdenboek, of “horarium” in het Kerklatijn, werd behalve door leken, ook door monialen, begijnen en begarden gebruikt. In de Nederlanden betrof het dikwijls een getijdenboek in de volkstaal, omdat veel religieuzen het Latijn niet machtig waren.

## Geschiedenis
Het getijdenboek als apart boek ontstond in de dertiende eeuw. Het ontwikkelde zich uit het psalter, door toevoeging van delen uit het brevier. De in het psalter gehanteerde dagindeling in acht gebedsstonden bleef bewaard. Naar analogie met het getijdengebed werden de dagelijkse gebeden onderverdeeld in metten (matutinum) om middernacht, de lauden (laudes) bij zonsopgang, de vier kleine uren gedurende de dag, de priem (primae) om zes uur ’s morgens, de terts (tertiae) om negen uur, de sext (sextae) om twaalf uur en de noon (nonae) om drie uur in de namiddag, de avonduren de vespers (vesperae) werden gebeden om zes uur 's avonds of bij zonsondergang en de completen (completorium) om negen uur ’s avonds of bij het begin van de nacht.
Deze indeling volgt de Joodse traditie zoals die naar voren komt in psalmverzen als “Ter middernacht stont ick op om v te belijden, van die ordeelen uwer rechtuerdichmakinghe.” (Psalm 119:62) en “Seuen werff sdaechs heb ick v loff gheseyt, van die ordeelen uwer rechtuerdicheyt” (Psalm 119:164).
Leken zochten voor hun persoonlijke devotie een boek dat gelijkaardig was aan het brevier van de geestelijken, maar minder complex. De verre voorgangers van het getijdenboek waren de gebedenboeken voor leken, die ontstonden in de Karolingische tijd. Het gebedenboek bij uitstek van de leken in de vroege middeleeuwen was het psalmboek. Men voegde aan dit psalmboek allerlei teksten toe. Aanvankelijk was het de litanie van alle heiligen, snel gevolgd door gebeden voor de doden, en eind twaalfde eeuw, door het ‘Kleine officie van Onze Lieve Vrouw’ dat werd overgenomen uit het brevier. Vroege getijdenboeken zijn dus meestal een combinatie van psalter en getijdenboek. Dergelijke combinaties ontstonden in de 11e eeuw. Het getijdenboek won langzamerhand aan belang en werd uiteindelijk gescheiden van het psalter.
Tot 1400 werden getijdenboeken vervaardigd in opdracht van vorstenhuizen, de rijke adel en de hoge geestelijkheid. Door de ontwikkeling van de steden en de stijging van de welvaart kon vanaf 1400 ook de rijke burgerij zich een getijdenboek veroorloven, het werd een statussymbool. Door de toegenomen vraag ontstonden de librariërs, een soort uitgeverijen avant la lettre, die de boekproductie reorganiseerden en niet meer alleen in opdracht, maar ook voor de markt werkten. Dit maakte van het getijdenboek ‘de bestseller van de middeleeuwen’.
De handmatige productie van de rijk geïllustreerde handschriften overleefde de ontdekking van de concurrerende, machinale boekdrukkunst nog ruim honderd jaar. Het getijdenboek als manuscript kende, op kunstzinnig gebied, met de Gents-Brugse school zijn hoogtepunt vlak voor het definitief zou verdwijnen

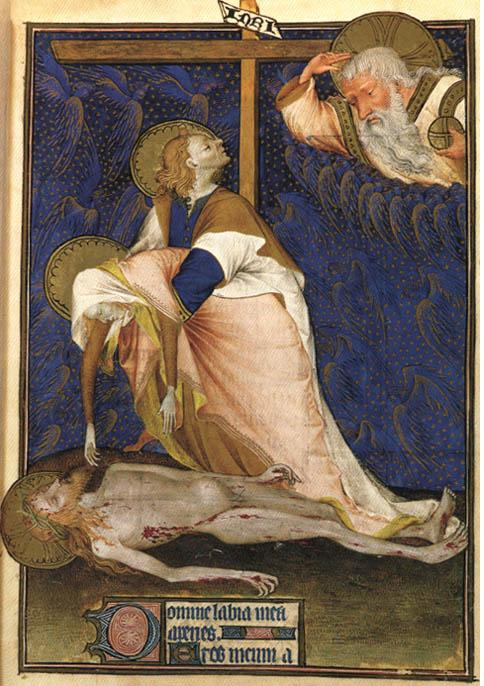
Bewening van Christus door de heilige Maagd uit "Les grandes heures de Rohan"

## Getijdenboek versus brevier
Het getijdenboek ontstond uit het psalter en het brevier, hoewel het qua inhoud van laatstgenoemde vrij sterk afwijkt. Centraal in het getijdenboek staan de "getijden van Onze Lieve Vrouw". Dit deel van het getijdenboek ontstaat in de 9e eeuw als toevoeging aan de psalmen. Het wordt aan de verplichte dagelijkse gebeden voor de geestelijkheid (brevier) toegevoegd door Paus Urbanus II in 1097 en verspreid door de cisterciënzers, de premonstratenzers en de reguliere kanunniken van St. Augustinus.
Alle gebeden uit het breviarium die gebonden zijn aan de kalender van het kerkelijk jaar, zoals het “Proprium de tempore” (Tijdeigen), het “Proprium Sanctorum” (Eigene der heiligen) en het “Commune Sanctorum” (Gemeenschappelijke der heiligen) komen niet voor in het getijdenboek. De gebruiker van een getijdenboek hoeft dus niet de aangepaste gebeden te kiezen in functie van de feestdag of van de heilige die gevierd wordt. De eeuwigdurende liturgische kalender die in de meeste getijdenboeken voorkomt is dus in wezen overbodig terwijl hij bij het breviarium essentieel is.
Het getijdenboek bevat ook geen psalterium (psalter), het boek waarrond het breviarium origineel ontstond. Het getijdenboek is dus zeker geen lekenversie van het breviarium. Gebeden die wel in beide voorkomen zijn de zeven boetepsalmen met de litanie en het officie van de doden hoewel dit in het getijdenboek slechts twee “uren” heeft namelijk de metten en de lauden, de vespers zijn weggevallen.
Een gebedenboek (breviarium) bevatte meer tekst dan een getijdenboek, dus ook meer miniaturen en meestal met een grotere variatie aan onderwerpen en afbeeldingen. Enkele bekende gebedenboeken zijn:
- Breviarium-Grimani, ca. 1515-1520, Gents-Brugse school, met een aantal miniaturen toegeschreven aan Alexander Bening (vader van Simon): Venetië, Biblioteca Nazionale Marciana, lat. I 99 (2138)
- Breviarium Mayer van den Bergh: Antwerpen, Museum Mayer van den Bergh
- Breviarium van 'Isabel la Catolica', werk van de 'Meester van het gebedenboek van Dresden', Gerard Horenbout en Gerard David: Londen, British Library, Add. Ms. 18851

## Inhoud

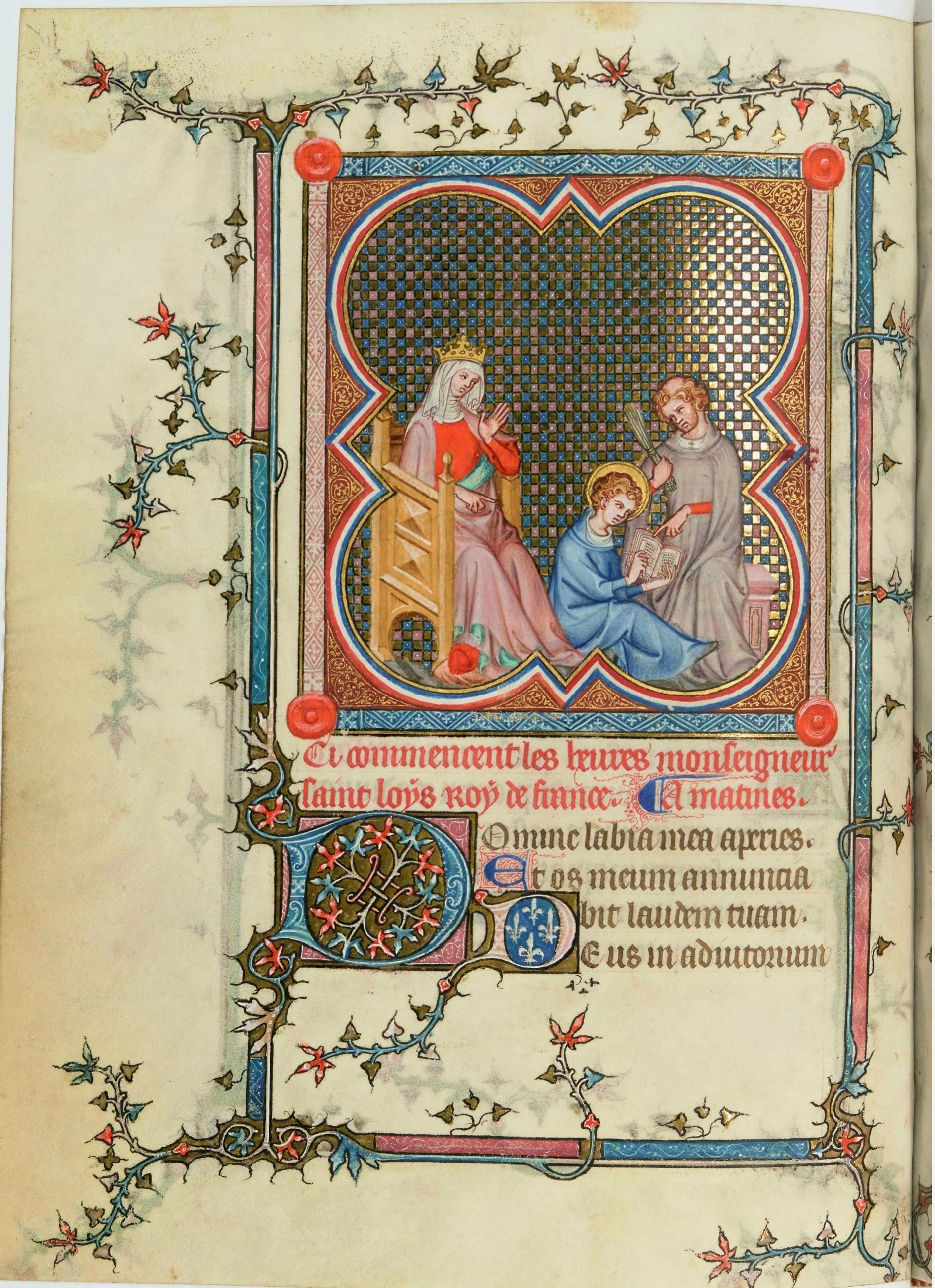
Jean le Noir, Getijdenboek van Jeanne II de Navarre, fol 85v; Blanche de Navarre en haar zoon Lodewijk IX die leert lezen

Het getijdenboek heeft drie kernteksten namelijk het ‘Kleine Officie van Onze Lieve Vrouw’ ook kortweg het Mariagetijde genoemd, de zeven boetepsalmen (de psalmen 6, 31, 37, 50, 101, 129 en 142 overeenkomstig de Vulgaat) die koning David, de bekende koning uit het Oude Testament, zou geschreven hebben als boetedoening voor de moord op zijn legeroverste Uria en de dodenvigilie de gebeden om de dodenwake te begeleiden en de doden te herdenken.
Daarnaast vindt men in de getijdenboeken bijna steeds een eeuwigdurende kerkelijke kalender die per maand de liturgische feest- en gedenkdagen van het kerkelijk jaar weergeeft. In de Latijnse getijdenboeken volgen op de kalender meestal teksten uit de vier evangeliën en gebeden gericht aan de maagd Maria namelijk het “Obsecro te” en “O intemerata”.
Hiernaast komen dan eventueel nog andere getijdengebeden zoals de Heilig Kruis getijden (Het passieverhaal) en de getijden van de Heilige Geest, beide kennen een korte versie naast het normale officie. De korte versie werd vrij algemeen vanaf de late 14e eeuw. Soms kwamen beide versies voor in één getijdenboek. Dan was er meestal ook een sectie met gebeden gericht aan een of meerdere heiligen (suffragia), afhankelijk van de opdrachtgever, die hiervoor vaak een eigen favoriete beschermheilige opgaf. Ten slotte vindt men in vele getijdenboeken andere gebeden terug die los staan van de “uren” waarop normaal gebeden werd. Dergelijke gebeden werden in, voor het overige in het Latijn geschreven handschriften, dikwijls in de volkstaal toegevoegd.
De volgorde van de gebeden in een getijdenboek is erg variabel, vandaar wordt er weleens gezegd dat er geen twee identieke getijdenboeken bestaan. Niettemin zijn de gebeden in de gebedsstonden vrij gestandaardiseerd tenminste als ze voor hetzelfde diocees bestemd waren.

## Gebruik
Het getijdenboek is, zoals reeds eerder gezegd, ontstaan uit het breviarium of brevier, het gebedenboek voor de clerus. Voor het Concilie van Trente (1545-1563) kon elke bisschop het Breviarium opstellen of aanpassen voor zijn eigen diocees en dit werd ook bijna overal gedaan, elke kloosterorde en elk bisdom had zijn eigen Breviarium, vandaar de term ‘voor gebruik in ....’. Dit “gebruik” of de “usus” werd doorgetrokken naar de getijdenboeken.
Pius V (paus van 1566 tot 1572) maakte het gebruik van het Breviarium ‘ad usum Romanum’ verplicht behalve voor die Breviaria die een staat van dienst van meer dan 200 jaar hadden. De Romeinse invloed heeft echter bijna alle andere vormen doen verdwijnen en is het universele type geworden. Alleen officies voor bisdom gebonden heiligen zijn bewaard gebleven, maar in de oude handschriften die trouwens nagenoeg allemaal dateren van voor het concilie, vindt men dus nog verschillen in de volgorde van de gebeden in functie van de “usus”. Op de ‘Tutorial’ van CHD Center for Håndskriftstudier i Danmark wordt de inhoud van getijdenboeken in functie van de “usus” uitgebreid behandeld.

## Het getijdenboek als kunstwerk

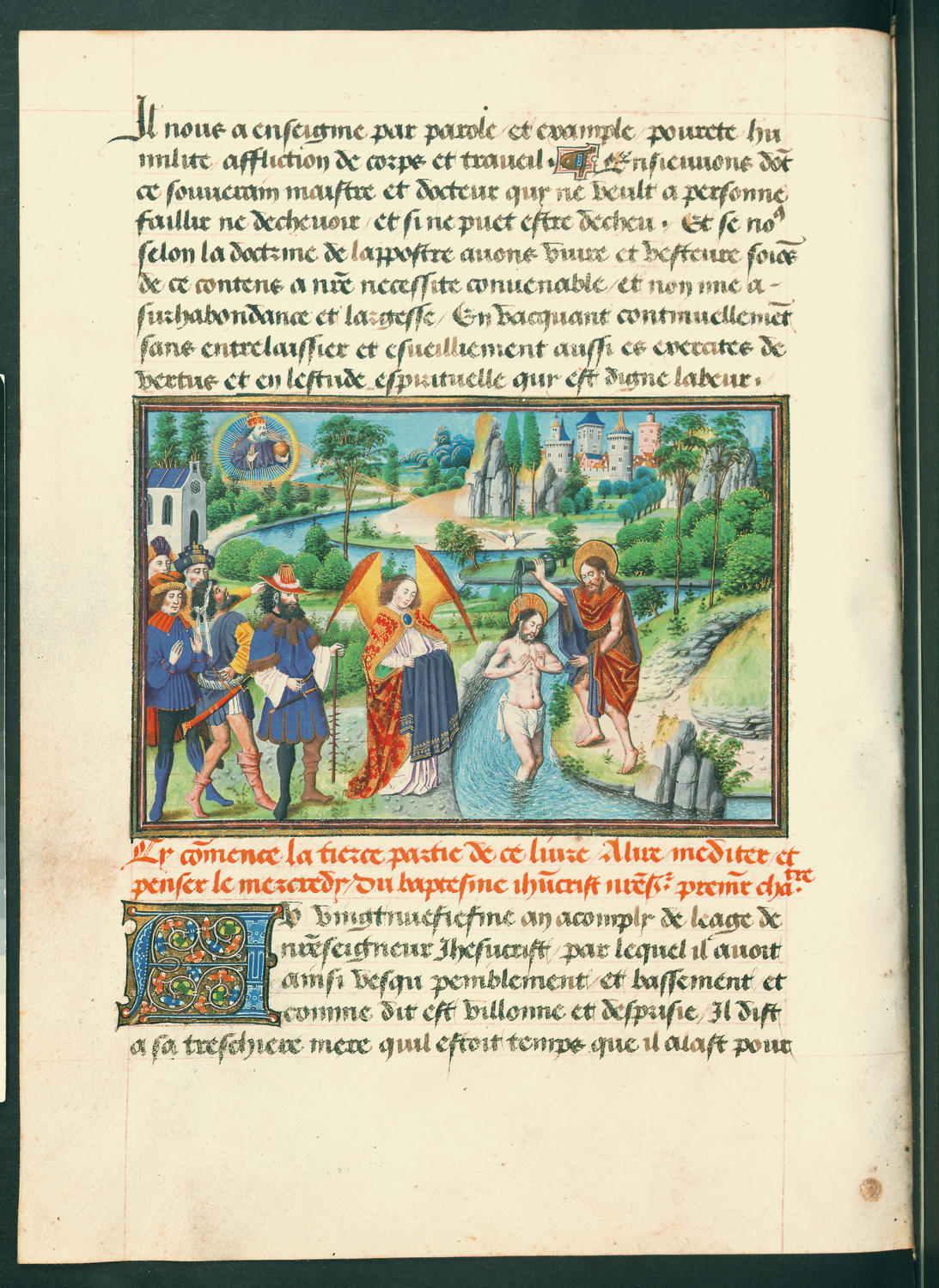
Verluchte pagina uit het getijdenboek van Tavernier (coll. KBS)

Kwamen religieuze handschriften eeuwenlang vooral in kloosters tot stand, vanaf de 12e eeuw werden ze in toenemende mate gemaakt in professionele boekateliers door meestal een team van verschillende handwerklieden of kunstenaars met ieder hun eigen specialisatie. Afhankelijk van de smaak en rijkdom van de opdrachtgever werden ze eenvoudig of weelderig uitgevoerd, met soms vele miniaturen en rijke randdecoratie. Een vroeg bekend getijdenboek (einde 13de eeuw) is het Nuremberg-getijdenboek, waarvan de opdrachtgever moet gezocht worden in de omgeving van Filips de Schone van Frankrijk. Tot de bekende miniaturisten behoren o.a. de Gebroeders Van Limburg, afkomstig uit Nijmegen, die in opdracht van Filips de Stoute van Bourgondië en later de Hertog van Berry verscheidene manuscripten illustreerden. Simon Bening en Gerard Horenbout zijn bekende Vlaamse miniaturisten.
De versiering en de miniaturen in een getijdenboek dienden echter niet uitsluitend voor het mooier maken van het handschrift. De middeleeuwers hadden nog niet de inhoudslijst uitgevonden. De miniaturen en versieringen werden dan ook gebruikt om de gebruiker van het boek wegwijs te maken in de inhoud. Hiervoor werd, streekgebonden, meestal een vast programma van illustraties gebruikt.
De Franse versie van de verluchting van de Mariagetijden ziet er als volgt uit:
- Metten: De annunciatie[10]
- Lauden: Visitatie[11]
- Priem: Geboorte van Christus
- Terts: Aankondiging aan de herders
- Sext: Aanbidding der wijzen
- Noon: Opdracht in de tempel
- Vesper: De vlucht naar Egypte
- Completen: De kroning van Maria

Volgens de Vlaamse traditie werd de vesper meestal aangekondigd met de ‘Moord op de onnozele kinderen’ en de completen met de ‘Vlucht naar Egypte’. Er bestaan ook andere cycli waar de onderdelen van de Mariagetijden worden ingeleid met telkens twee miniaturen, één uit het levensverhaal van Maria zoals hierboven beschreven en een andere uit het passieverhaal
De prachtig versierde initialen werden dan weer gebruikt om binnen een onderdeel van een getijde het begin van de psalmen en andere gebeden aan te duiden en ook hierin was dikwijls nog een bepaalde hiërarchie. Zo worden in Codex 1117 van de Diocesane- en Dombibliotheek in Keulen, in het Mariagetijde, de psalmen en hymnen ingeleid met een initiaal van 3 lijnen hoog en andere gebeden en lessen met een initiaal van 2 lijnen hoog. Zo paarde de middeleeuwer het mooie aan het nuttige.

## Getijdenboeken verspreid in musea en bibliotheken over de hele wereld

### In Europa

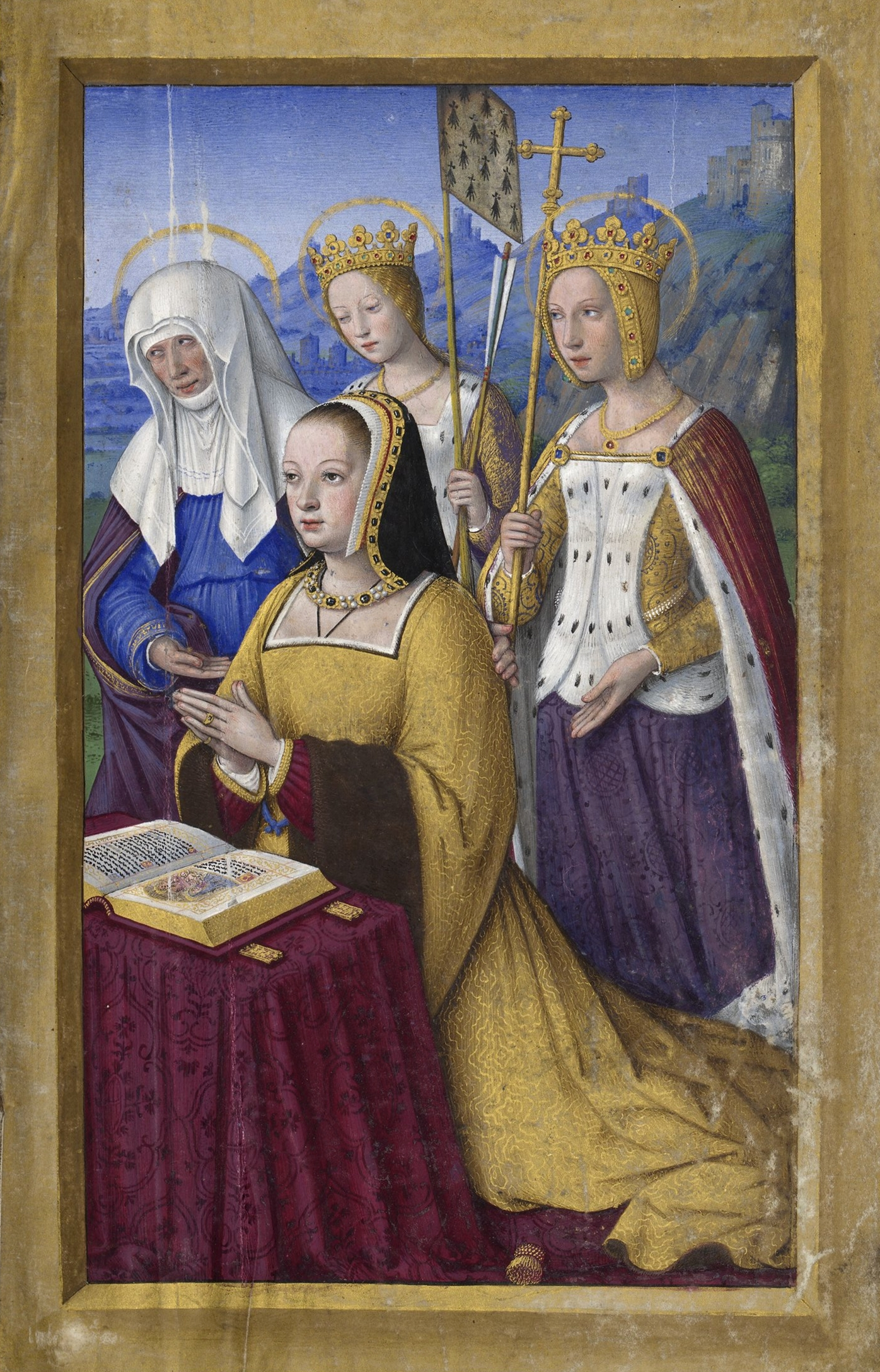
Miniatuur uit de Grote getijden van Anna van Bretagne, Anna met beschermheiligen.

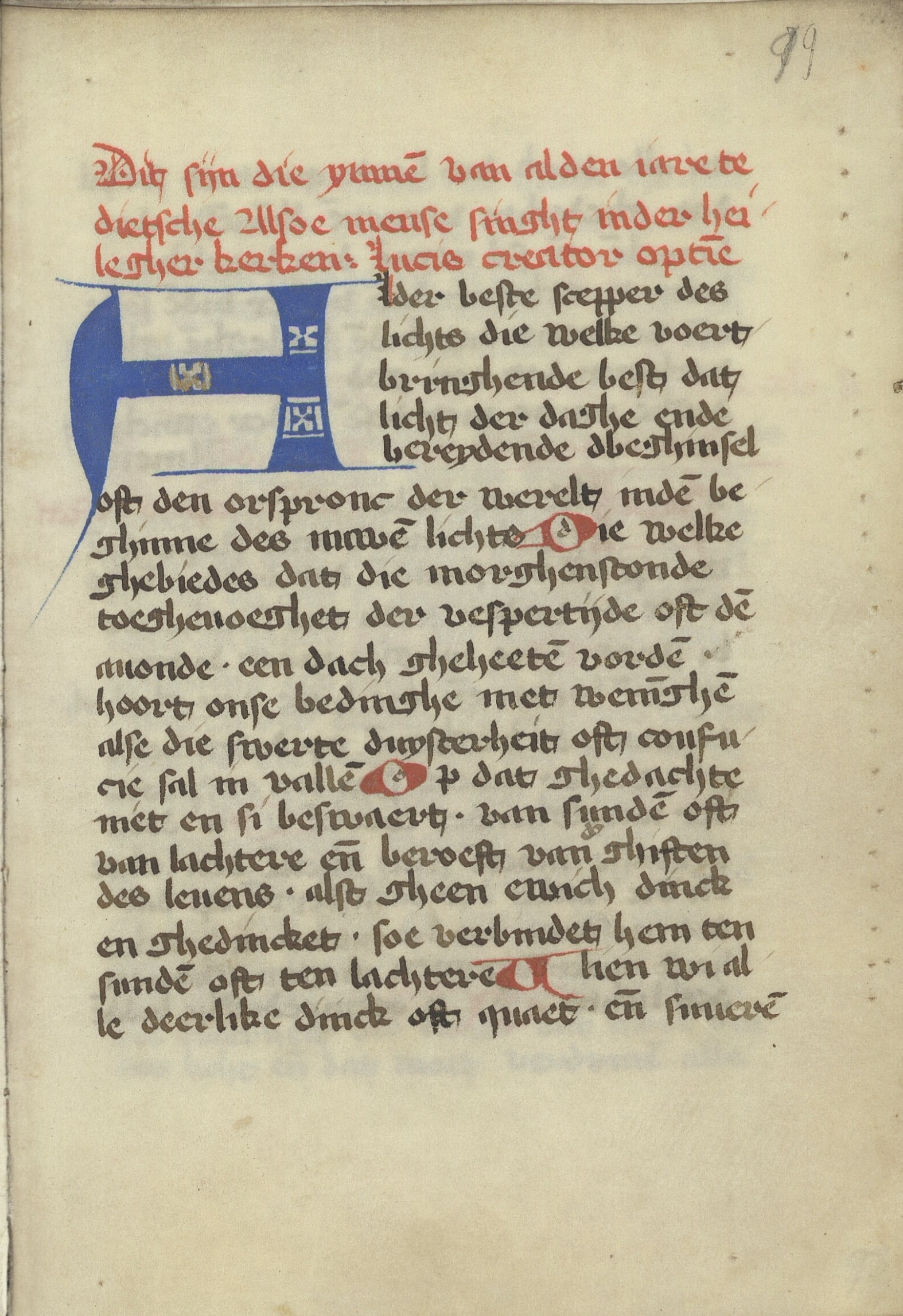
Niet alle getijdenboeken waren even luxueus. Omdat verluchte getijdenboeken kostelijk waren, bestaan er ook simpelere varianten die iets goedkoper waren. Fragment uit een "simpel" Middelnederlands getijdenboek. Gemaakt in de tweede helft van de 15e eeuw in Brabant.

- Niet alle getijdenboeken waren even luxueus. Omdat verluchte getijdenboeken kostelijk waren, bestaan er ook simpelere varianten die iets goedkoper waren. Fragment uit een "simpel" Middelnederlands getijdenboek. Gemaakt in de tweede helft van de 15e eeuw in Brabant.[14]Beaufort Hours, 1400-1410, Beaufort-meester, Londen, British Library, Royal Ms. 2 A.XVIII
- Bedford Psalter-getijdenboek, 1414-1423, Herman Scheerre voor Jan van Bedford de hertog van Bedford (1389-1435): Londen, British Library, Add. Ms. 42131
- Bedford-getijdenboek (Bedford Hours), 1423-1430, Bedford-meester en atelier van Jan van Bedford (1389-1435): Londen, British Library, Add. Ms. 18850
- Biese getijdenboek, Stadsmuseum Gent
- Bout Psalter-getijdenboek, Koninklijke Bibliotheek, Den Haag, hs. 79 K 11.
- Bowet-getijdenboek, Koning Boudewijnstichting KBS 0099, bewaard in de Openbare Bibliotheek Brugge
- Croy-getijdenboek, Wenen, Österreichische Nationalbibliothek, codex 1858
- Das Blumen-Stundenbuch, ca. 1530, miniaturen van Simon Bening: München, Bayerische Staatsbibliothek, clm 23637
- Gebedenboek van Stefan Lochner, 1451, Stephan Lochner: Darmstadt, Hessische Landes- und Hochschulbibliothek, Hs. 70
- Grote getijden van Anna van Bretagne: Parijs, Bibliothèque nationale de France, lat. 9474
- Getijdenboek van Reynegom (16e eeuw), Koning Boudewijnstichting bewaard in de Koninklijke Bibliotheek van België ms. IV 1293
- Getijdenboek door Antonnis Rogiersz. Uten Broec, ca. 1450, Utrecht, Universiteitsbibliotheek, Hs. 5 J 27
- Getijdenboek door de Meesters van Zweder van Culemborg, ca. 1425-1430, Utrecht, Universiteitsbibliotheek, Hs. 16 B 8
- Getijdenboek naar Geert Grote, Codex 1117 Diocesane- en Dombibliotheek in Keulen
- Getijdenboek van Beatrijs van Assendelft: Utrecht, Museum Catharijneconvent
- Getijdenboek van Johanna van Castilië, ook Johanna de Waanzinnige genoemd (Juana la Loca), ca. 1500: Londen, British Library, Add. ms. 35313
- Getijdenboek van Maria van Bourgondië: Wenen, Österreichische Nationalbibliothek, Codex Vidobonensis 1857.
- Getijdenboek van Maria van Bourgondië en Maximiliaan, 15de eeuw: Berlijn, Preuss. Kulturbesitz, Kupferstichkabinett, 78 B 12 (Das Berliner Stundenbuch der Maria von Burgund und Kaiser Maximilians)
- Getijdenboek van Katharina van Kleef, de Meester van Katharina van Kleef en Lieven van Lathem: Den Haag, Museum Meermanno
- Getijdenboek  van de Meesters van Zweder  van Culemborg ca. 1430: Den Haag, Koninklijke Bibliotheek
- Getijdenboek van Filips de Goede: Koninklijke Bibliotheek Nederland, 76 F 2
- Getijdenboek van Filips II van Spanje, 16de eeuw: Escorial, Biblioteca del Monasterio, vitr. 2
- Getijdenboek van Isabella la Catolica', 15de eeuw: Madrid, Real Biblioteca del Palacio Real
- Zúñiga-getijdenboek: Escorial, Biblioteca del Monasterio, vitr. 10
- Getijdenboek van Karel VIII: Madrid, Biblioteca Nacional, vitr. 24-1
- Getijdenboek van koningin Maria van Navarre: Venetië, Biblioteca Nazionale Marciana, lat. I 104 (12640)
- Getijdenboek van Lorenzo de' Medici de jongere', ca. 1518: Madrid, Lazaro Galdiano Fundacion, Ms. 13312
- Getijdenboek van paus Alexander VI (Papa Borgia), einde 15de eeuw, werk van Gerard David en Gerard Horenbout: Brussel, Koninklijke Bibliotheek, IV 480
- Getijdenboek van Simon de Varie, Koninklijke Bibliotheek (Ms. 74 G 37 en Ms. 74 G 37a) in Den Haag, J. Paul Getty Museum (Ms. 7).
- Getijdenboek van Tavernier Koninklijke Bibliotheek van België
- Grandes Heures de Rohan, 1430-1435, Rohan-meester en atelier: Parijs, Bibliothèque nationale de France, MS. lat. 9471
- Grandes Heures du duc de Berry: Parijs, Bibliothèque nationale de France, Ms. Lat. 919.
- Hastings-getijdenboek of Hastings Hours, Maximiliaan-meester, British Library, Add. Ms. 54782.
- Hennessy-getijdenboek of Heures de Notre Dame, op perkament, 16de eeuw (na 1530): Brussel, Koninklijke Bibliotheek van België, Ms. II 158
- Het Golfbook, ca. 1540, met miniaturen van Simon Bening: Londen, British Library, Add. Ms. 24098
- Heures de Jeanne de Navarre, 1336-1340, Jean Le Noir e.a., Parijs, Bibliothèque nationale de France, MS. nouv.acq.lat. 3145
- Getijdenboek van maarschalk Boucicaut 1405-1408 of 1410-1412, Boucicaut-meester alias Jacob Coene in opdracht van Jean II Le Meingre Maréchal de Boucicaut en zijn vrouw Anne de Turenne: Parijs, Musée Jaquemart-André Ms.2
- Huth-getijdenboek, ca. 1480 met 24 volbladminiaturen en 74 kleinere door Simon Marmion: Londen, British Library
- La Flora-getijdenboek 'Horae beatae mariae virginis', voor 1489, met 22 volbladminiaturen van Simon Marmion: Napels, Biblioteca Nazionale, M. I.B.51
- Les Petites heures du Duc de Berry: 1372-1330, Jean Le Noir, Jacquemart de Hesdin, Pseudo-Jacquemart en de Gebroeders Limburg, in opdracht van Jean de France, duc de Berry: Parijs, Bibliothèque nationale de France, MS. lat. 18014
- Les très belles heures de Notre-Dame du Duc de Berry, 1380, 1404-1409, ca.1412 Mâitre du parement de Narbonne, Mâitre du Saint Esprit, Mâitre de Jean Baptiste: Parijs, Bibliothèque nationale de France, MS. lat. nouv. acq. lat. 3093
- Les très belles heures du duc de Berry: Brussel, Koninklijke Bibliotheek, 11060-11061
- Les très riches Heures du Duc de Berry, ca. 1411-1416 en 1485-1489, 131 miniaturen; Paul, Herman en Jean Limburg, mogelijk afgewerkt door Barthélemy d’Eyck in opdracht van Jean de France, duc de Berry: Chantilly, Bibliothèque de Musée Condé, Ms. 65
- Liber horarum, Latijn, 15 volbladminiaturen van Gerard David: Escorial, Biblioteca Monasterio, vitr. 12
- Getijdenboek van de Condesa de Bertiandos, ca. 1495-1521: Lissabon, Academia de Ciências, MS azul, 1813
- Getijdenboek van Louis d’Orléans, ca. 1490: St.-Petersburg, Russische nationale bibliotheek, lat. Q.v.I.126
- Maastrichter getijdenboek, British Library, Stowe MS 17.
- Middelnederlands getijdenboek: Keulen, Diocesane- en Dombibliotheek, Codex 1117[15]
- Officium Beatae Mariae Virginis (secundum usum romanum), getijdenboek van Vrelant: Florence, Biblioteca Medicea Laurenziana, Ms. Acquisti e Doni 147
- Sforza-getijdenboek: Londen, British Library, Add. Ms. 34294
- Murthly-getijdenboek, National Library of Scotland[16]
- Getijdenboek van Sint-Omaars, tweede kwart 14de eeuw: Londen, British Library, Add. 36684
- Tramerie-getijdenboek, Koninklijk Instituut voor het Kunstpatrimonium-Koning Boudewijnstichting, KBS 0136, bewaard in het Koninklijk Instituut voor het Kunstpatrimonium te Brussel.
- Trivulzio-getijdenboek: Koninklijke Bibliotheek - Nationale bibliotheek van Nederland[17]
- Turijn-Milaan-Getijdenboek, 1380-1390 en 1420, Mâitre du parement de Narbonne, Jan van Eyck, Hubert van Eyck(?), Mâitre de Jean Baptiste e.a.: Turijn, Museo Civico d'Arte Antica, Ms. Inv. 47
- Getijdenboek van Gian Galeazzo Visconti, 1390 en afgewerkt na 1428, Giovannini de’Grassi, Luchino Belbelo da Pavia e.a.: Firenze, Biblioteca Nazionale Centrale, B.R.397 & L.F.22
- Zwarte getijdenboek van Galeazzo Maria Sforza, Österreichische Nationalbibliothek Cod. 1856.

### In de Verenigde Staten

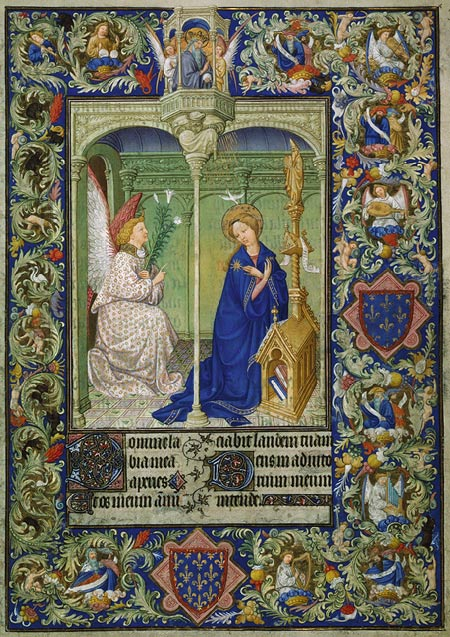
Annunciation pagina uit Belles Heures of Jean de France, Duc de Berry, Metropolitan Museum of Art in New York.

- Belles Heures of Jean de France, Duc de Berry, in opdracht van Jan, hertog van Berry, met miniaturen van de Gebroeders Van Limburg: New York, The Metropolitan Museum of Art, The Cloisters
- Da Costa getijden: New York, The Morgan Library & Museum, ms. 399
- Farnese getijdenboek: New York, The Morgan Library & Museum, ms. M69
- Getijdenboek van Albrecht van Brandenburg, ca. 1525, miniaturen van Simon Bening en atelier:National Library New Zealand.
- Getijdenboek van Isabella la Catolica, The Cleveland Museum of Art in Cleveland, MS 21/63.256
- Getijdenboek van Hendrik VIII met miniaturen van Jean Poyer: New York, The Morgan Library & Museum
- Getijdenboek van Adolf van Kleef, Vlaanderen, ca. 1480, met 14 grote miniaturen: Baltimore, Walters Art Gallery, ms. W 439
- Getijdenboek van Daniël Rym, in opdracht van Daniël Rym en zijn vrouw Elisabeth Munte, Gents-Brugse school, ca. 1425-1430: Baltimore, Walters Art Gallery, ms. W 166
- Getijdenboek van Jeanne d'Évreux, 1325-1328: New York, The Metropolitan Museum of Art, The Cloisters
- Getijdenboek van Katharina van Kleef, Noordelijke Nederlanden, 15de-eeuws (eigendom van Katharina van Kleef, hertogin van Gelre): New York, Pierpont Morgan Library & Museum M.917 en 945
- Getijdenboek van Sint-Omaars, tweede kwart 14de eeuw: New York, The Morgan Library & Museum, ms. 754
- Getijdenboek van Simon de Varie, Koninklijke Bibliotheek (Ms. 74 G 37 en Ms. 74 G 37a) in Den Haag, J. Paul Getty Museum (Ms. 7).
- Walters Psalter-Getijdenboek, Gent, begin 14de eeuw. Baltimore, Walters Art Museum, ms. W 82
- Llangattock-getijdenboek, J. Paul Getty Museum, Ludwig collection Ms. IX. 7
- Savoye-getijdenboek, Beinecke bibliotheek van de Yale-universiteit in New Haven, Ms. 390.
- Spinola Hours 1510-1520, J. Paul Getty Museum,
- Zwarte Getijdenboek, ca. 1475: New York, The Morgan Library & Museum, ms. 493

### Elders
- Rothschild-getijdenboek, privé eigendom, tentoongesteld in de Nationale bibliotheek van Australië